# Polyglotbijbel
Een polyglotbijbel is een bijbel die in meerdere talen is geschreven of gedrukt. Een polyglotuitgave is zo vorm gegeven, dat een onmiddellijke vergelijking tussen de verschillende weergaven mogelijk moet zijn. Bij een polyglot worden de meerdere talen van een zelfde tekstdeel op dezelfde pagina dan wel op twee naast elkaar opengeslagen pagina's weergegeven.

## Ontwikkeling
De oudste polyglotbijbel is de Hexapla van Origenes (vóór 245). Het bevat het Oude Testament in zes parallelle kolommen, met resp. het Hebreeuws, een transliteratie van het Hebreeuws in Griekse karakters, en vier vertalingen in het Grieks (door Aquila van Sinope, Symmachos de Ebioniet, de Septuagint in een door Origenes herziene versie en Theodotion).

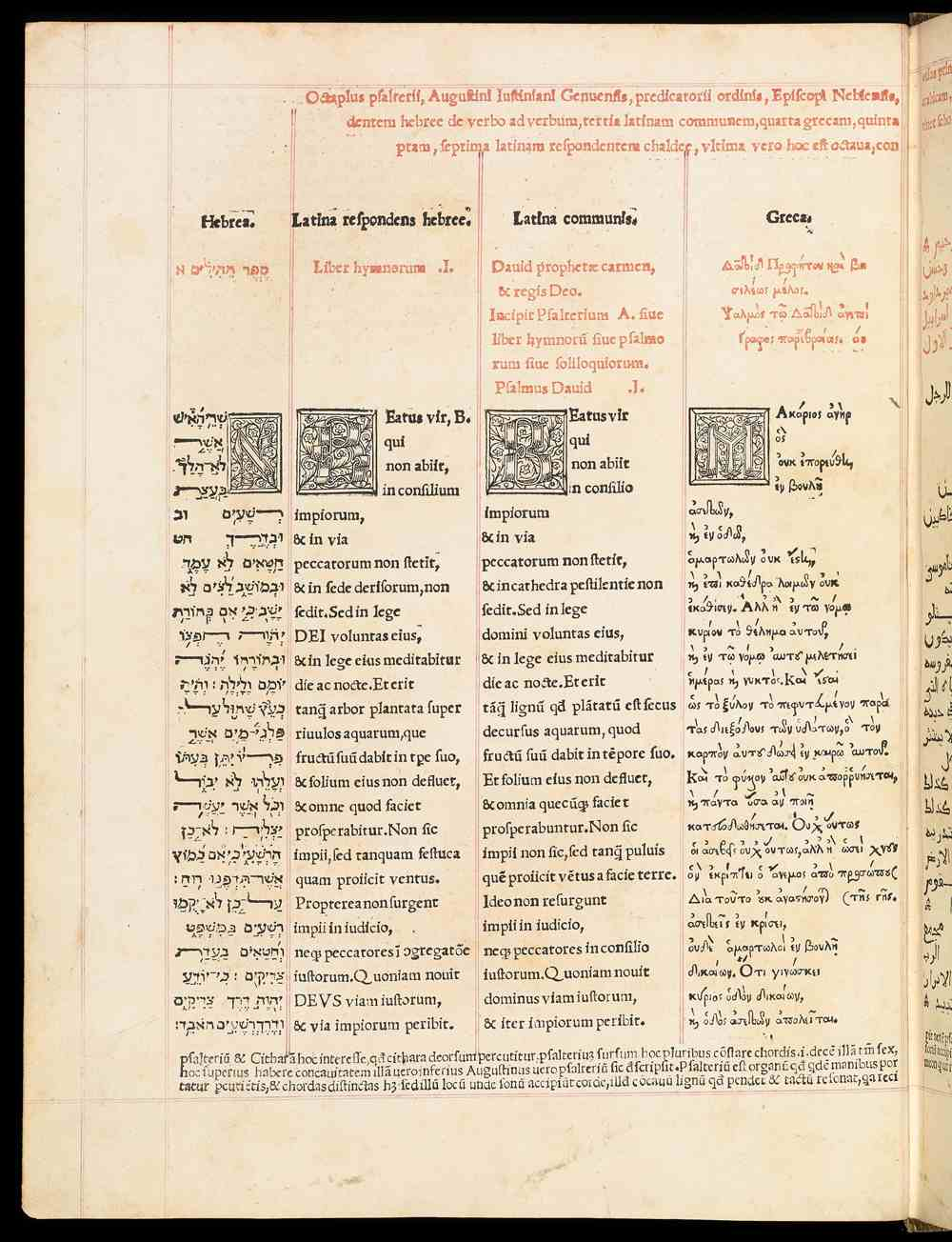
Een pagina uit het Genua psalter. Van links naar rechts. Hebreeuws, een Latijnse vertaling daarvan, het Latijn van de Vulgaat, het Oudgrieks van de Septuagint

Na de Hexapla verschenen meer van dergelijke uitgaven. De Koptische kloosters in Egypte hadden Bijbels of delen daarvan in meer dan twee talen. Er zijn meertalige fragmenten gevonden van teksten uit het Nieuwe Testament in het Koptisch, Arabisch, Ethiopisch, Syrisch en Armeens. Die traditie was in ieder geval nog in de veertiende eeuw aanwezig. Uit die eeuw zijn twee meertalige psalters geheel bewaard gebleven. Beide werden gemaakt in kloosters nabij Wadi Natroen. Een daarvan bevat de psalmen in Arabisch, Grieks, Syrisch en Hebreeuws. Het tweede bevat die in het Koptisch, Arabisch, Ethiopisch, Syrisch en Armeens.
De eerste stap in West-Europa tot het maken van een polyglotbijbel werd ondernomen door de Florentijns humanist en diplomaat Giannozzo Manetti. In 1458 bracht hij een psalter uit dat hij presenteerde aan koning Ferdinand I van Napels. Het bevatte de Hebreeuwse tekst met een eigen Latijnse vertaling van Manetti, een Latijnse vertaling die toegeschreven werd aan Hiëronymus en een Latijnse vertaling van dit deel van de Septuagint.
Agostino Giustiniani, de bisschop van Nebbio op het eiland Corsica begon in 1514 met de voorbereidingen voor het uiteindelijk kunnen uitbrengen van een volledige polyglotbijbel. Het publiceren van een meertalig psalter zag hij daarbij als een eerste stap. Het psalter kwam in 1516 in Genua uit. Het heet dan ook het Genua psalter. De psalmen staan in het boek afgedrukt in acht kolommen - vier per pagina - in het Hebreeuws, een Latijnse vertaling daarvan, het Latijn van de Vulgaat, het Oudgrieks van de Septuagint, het Arabisch, het Aramees, een Latijnse vertaling daarvan en een kolom voor scholia. De interesse voor het werk was gering en de onderneming eindigde als een financieel fiasco.
Aldus Manutius beschreef in 1497 een projectplan voor het maken van een polyglotbijbel. Het project kwam niet van de grond. Alleen een proefbladzijde is bewaard gebleven.

## De grote polyglotbijbels van de zestiende en zeventiende eeuw

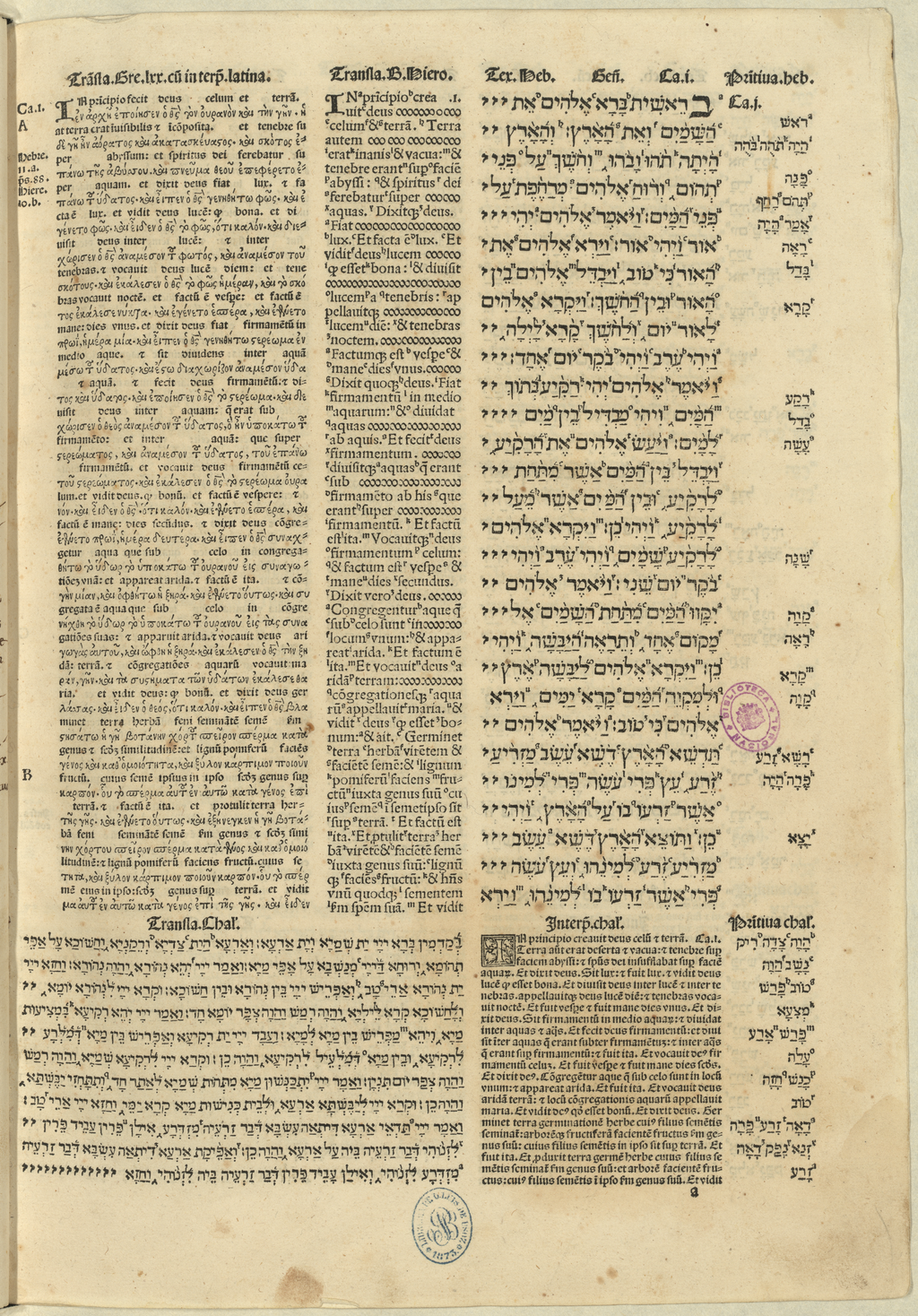
Het begin van Genesis in de Complutensische polyglotbijbel: links het Grieks, in het midden de Latijnse Vulgaattekst, rechts het Hebreeuws. Onderaan de Aramese tekst met ernaast een Latijnse vertaling.

Het idee voor een polyglotuitgave was in Europa verweven met de bij een aantal geleerden aanwezige mening dat de Vulgaat dringend gecorrigeerd en verbeterd diende te worden. Het was voor hen duidelijk dat met name de tekst van het Oude Testament herziening behoefde. Het humanisme van de zestiende eeuw wilde kennis baseren op de literatuur en cultuur van de klassieke oudheid. Er waren nieuwe contacten met het Oosters christendom waar voorheen onbekende manuscripten aanwezig waren en men ook de vaardigheden had die te vertalen. Het streven was een zo accuraat mogelijke bijbeltekst op basis van de oorspronkelijke talen te creëren. Bij de Complutensische polyglotbijbel (1514-1517) bleef het primaat van de Vulgaat echter overeind. In het deel van het Oude Testament werd de Vulgaat in de Latijnse tekst van rond 400 van Hiëronymus in het midden geplaatst, geflankeerd door het Griekse en Hebreeuws. In de inleiding van kardinaal Francisco Jiménez de Cisneros, de drijvende kracht achter het project, werd duidelijk gemaakt dat hiermee de Roomse kerk van Christus gesymboliseerd werd die gekruisigd werd door de Griekse kerk en de joden. De grootste Spaanse humanist van die tijd, Antonio de Nebrija, kon zich niet verenigen met die aanpak en nam zijn ontslag uit het team van redacteuren.
Na de Reformatie werd dat nog moeilijker. Van protestantse zijde werd het standpunt verkondigd dat bijbels vertaald zouden moeten worden vanuit de oorspronkelijke talen. Katholieke autoriteiten hielden vol dat alleen de Vulgaat voldoende was. Als er dan toch tekstverschillen zichtbaar werden in een polyglotuitgave moest het standpunt worden ingenomen dat het primaat bij de tekst van de Vulgaat lag. Dat gold feitelijk ook voor de Antwerpse en de Parijse polyglotbijbel.
Het maken van een polyglotbijbel was een grote en gecompliceerde onderneming. Er diende in Europa en het Oosters christendom naar manuscripten worden gezocht die vertaald moesten worden. Er moesten nieuwe lettertypes worden gemaakt. Het zetten en feitelijk drukken was gecompliceerd met hoge risico 's op drukfouten. Er waren tientallen mensen nodig die drukproeven konden controleren. Bij het drukken van de Antwerpse bijbel waren dertien persen noodzakelijk die tegelijkertijd drukten en door vijfenvijftig mensen bediend werden. De kosten voor de gehele onderneming waren hoog. Bij de initiatiefnemers en/of drukkers van de meeste polyglotbijbels heeft dit dan ook tot grote financiële moeilijkheden en ook wel compleet bankroet geleid. Alleen bij de Londense polyglotbijbel was dat niet het geval. Deze bijbel was ook het eerste literaire werk in Engeland waar men van te voren op kon intekenen. Voor een bedrag van £ 10. kreeg men de gehele bijbel.

## Overzicht van de belangrijkste Europese polyglotbijbels uit de zestiende en zeventiende eeuw

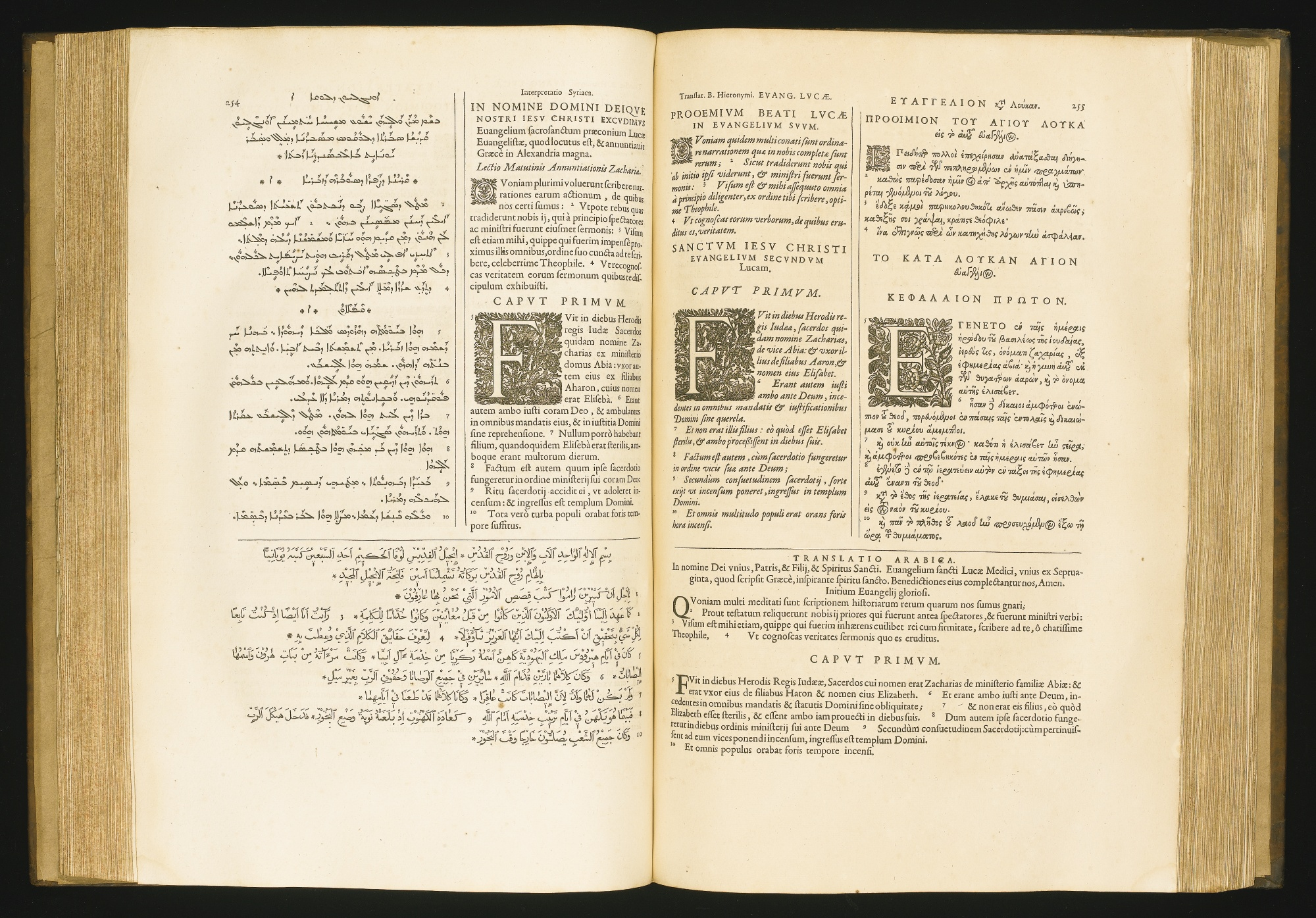
Een tekst uit het Nieuwe Testament van de Parijse polyglotbijbel

- De Complutensische polyglot (1514-1517): bevat het Oude Testament in drie kolommen (Hebreeuws, Latijn en Grieks) met onderaan een Aramese versie voor de Pentateuch, en het Nieuwe Testament in het Grieks en Latijn.

- De Antwerpse polyglot of Biblia Polyglotta (1569-1572) verschenen bij Christoffel Plantijn: voegde voor het Nieuwe Testament Syrisch toe aan de Complutense en aan het Oude Testament nieuwe boeken in het Aramees.

- De Neurenberg polyglot, een editie van het Nieuwe Testament in twaalf talen dat in twee delen in 1599 en 1600 verscheen.

- De Parijse polyglot ( 1629 -1645) bewerkt door Guy Michel Lejay: voegde voor het Oude Testament Arabisch en Syrisch toe en voor de Samaritaanse Pentateuch het Samaritaans.

- De Londense polyglot (1654-1657): deze laatste grote polyglotbijbel, uitgegeven door Brian Walton, was in wetenschappelijk superieur aan de voorgangers. Deze bijbel werd tot in de negentiende eeuw gebruikt voor kritische Bijbelstudie. Het voegde het Nieuwe Testament, het Psalter en de Psalmen van Salomo in het Ethiopisch toe alsmede de Pentateuch en de vier evangeliën in het Perzisch.

## Joodse polyglotbijbels

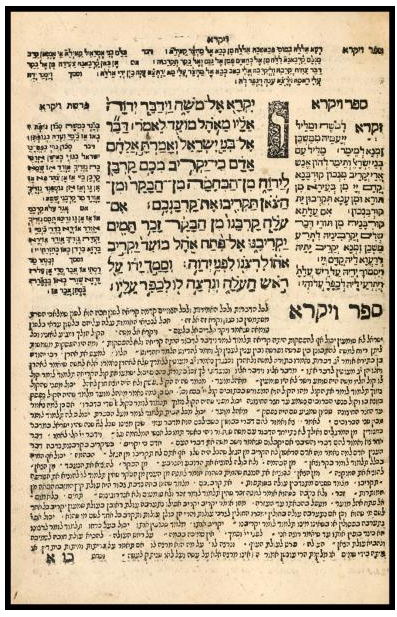
Blad van de Constantinopel polyglot. In het midden de Hebreeuwse tekst;de Aramese targoem van Onkelos links; Judeo-Perzisch rechts. Bovenaan Judeo-Arabisch en onderaan het commentaar van de rabbijn Rasji

Joodse drukkers maakten ook polyglotuitgaven. Twee van de meer bekende uitgaven werden in 1546 en 1547 gepubliceerd door Eliezer Soncino. Beide waren polyglotuitgaven van de Pentateuch. De delen worden benoemd als de Constantinopel polyglot.
Het eerste deel bevatte de Hebreeuwse tekst, de targoem van Onkelos, de Judeo-Arabische vertaling van Saadia Gaon en een Judeo-Perzische vertaling. De tweede voegde hier Judeo-Spaans en Judeo-Grieks aan toe.

## Achttiende en negentiende eeuw
Ook in de achttiende en negentiende eeuw werden een aantal polyglotbijbels uitgegeven. Geen van die bijbels had in termen van typografie, kaartmateriaal en verschijningsvorm meer in het algemeen ook maar enige gelijkenis met die van de grote bijbels uit de zestiende en zeventiende eeuw. Enkele meer bekende daarvan zijn de polyglot van Christian Reineccius, gepubliceerd onder de titel Biblia Sacra Quadrilinguica van 1750. Bagster, Biblia Sacra Polyglotta van 1831 Deze bijbel werd in de decennia daarna een aantal malen in andere vorm herdrukt. Een Polyglotten-Bibel zum praktischen Handgebrauch van 1890, Geen van die bijbels zou een positie krijgen als toonaangevend in kritisch bijbelonderzoek zoals de Londense bijbel.